# Domenico Barbaja
Domenico Barbaja, también escrito Barbaia (10 de agosto de 1777, Milán-19 de octubre de 1841, Posillipo) fue un impresario italiano de ópera.

## Biografía
Domenico Barbaja nació en Milán el 10 de agosto de 1777. Comenzó su carrera dirigiendo una cafetería e hizo su primera fortuna creando (o al menos atribuyéndose el mérito de haber creado) un tipo especial de café con leche espumosa, la «Barbajada», probablemente el primer «capuchino». Esta bebida, y una variación con chocolate caliente como el Bicerin, se hizo tan popular en Milán que el antiguo camarero pudo abrir una serie de cafeterías en la ciudad que presentaban su novedoso brebaje.
Barbaja hizo su segunda fortuna comprando y vendiendo municiones durante las guerras napoleónicas. Además, después de que los franceses volvieran a permitir el juego a medida que avanzaban hacia el sur de Italia, se involucró en las operaciones como distribuidor de cartas en la ópera de La Scala, pero rápidamente logró el puesto de subcontratista para ejecutar toda la operación de juego de la casa en 1805. Según avanzaban los ejércitos franceses más al sur de Italia, se interesó por el control de las oportunidades de juego y se hizo cargo de la concesión en Nápoles. En 1806, llegó a la ciudad.
En 1809, tuvo el éxito suficiente para hacerse cargo del Teatro San Carlos, el principal teatro de ópera, así como del segundo teatro real, el Nuovo, y dos más hasta 1824, y vivió en el Palazzo Barbaja en el barrio de San Ferdinando. Desde 1821, fue también director de dos teatros de Viena, el Theater am Kärntnertor y el Theater an der Wien. En 1826, asumió la dirección de La Scala antes de regresar a Nápoles.
Entre las obras que encargó se encuentran óperas de Gaetano Donizetti, Vincenzo Bellini y Carl Maria von Weber. En 1815, le ofrece a Gioacchino Rossini un contrato de siete temporadas y el compositor se lo agradeció con diez óperas, entre ellas Otelo, Armida, Mosè in Egitto, Ermione, La dama del lago y Maometto secondo. Entre los cantantes de la compañía de Barbaja para los que Rossini escribió varios papeles durante este período estaban los tenores Giovanni David y Andrea Nozzari, el bajo Michele Benedetti y la gran mezzosoprano Isabella Colbran. Esta última fue amante de Barbaja durante un tiempo; sin embargo, finalmente lo dejó por Rossini.
Murió en Posillipo el 19 de octubre de 1841.